# Дональд Кесслер
Дональд Дж. Кесслер (н. 1940) — американський астрофізик і колишній вчений NASA, відомий своїми дослідженнями щодо космічного сміття.

## Життєпис

### Ранні роки життя та освіта
Кесслер виріс у Техасі. Служив в армії США у командуванні ППО, з 1962 року навчався у Х'юстонському університеті, де вивчав фізику. Згодом почав працювати в Національному управлінні аеронавтики та космосу NASA до закінчення коледжу.

### Рання кар'єра
Кесслер був контролером польоту Skylab, американської космічної станції, запущеної NASA 11 листопада 1973 р.

## Кар'єра
Кесслер працював у Космічному центрі ім. Джонсона в Х'юстоні, штат Техас, в рамках Офісу проекту NASA з екологічного впливу. Перебуваючи там, він розробив теорію синдрому Кесслера, який стверджує, що зіткнення між об'єктами космічного сміття стають все більш імовірними, оскільки щільність такого сміття на орбіті навколо Землі збільшується, і виникає ефект каскаду, оскільки кожне зіткнення, в свою чергу, створює ще більше сміття. А це може спричинити подальші зіткнення. Вперше Кесслер опублікував свої ідеї 1978 року в науковій праці під назвою «Частота зіткнень штучних супутників: створення пояса уламків». Газета закріпила репутацію Кесслера, і згодом NASA призначило його керівником новоствореного бюро програми «Орбітальне сміття» для вивчення проблеми та встановлення рекомендацій щодо уповільнення накопичення космічного сміття.
Кесслер пішов у відставку з NASA 1996 року та підтримує сайт зі своїми публікаціями та контактною інформацією. Живе в Ешвілі , штат Північна Кароліна. Продовжує працювати в галузі дослідження уламків на орбіті. 2009 року виступив з доповіддю на першій Міжнародній конференції з вивезення уламків орбіти в Арлінгтоні, штат Вірджинія, за підтримки NASA та DARPA.
2011 року він був головним радником у створенні освітнього фільму IMAX Space Junk 3D, а також виконував обов'язки голови комітету Національної дослідницької ради Сполучених Штатів для оцінки програм обертання сміття НАСА. 2013 року провів лекцію в Токіо на Другому міжнародному симпозіумі з питань сталого розвитку та використання космосу для людства, що фінансується Японським космічним форумом, а 2017 року виступив з промовою на 7-й Європейській конференції з космічного сміття.

## Нагороди та відзнаки
- Кесслер отримав численні нагороди за свою новаторську роботу, остання — премія Дірка Броуера 2010 року за його півстолітню кар'єру в астродинаміці.
- Центральний астероїд головного поясу 11267 Donaldkessler, виявлений американським астрономом Шелте Бусом в Каліфорнійській обсерваторії Паломар в 1981 році, був названий на його честь 13 квітня 2017 року.